# 2002 en Chine
Cet article présente les faits marquants de l'année 2002 en Chine.

## Évènements

### Février
- 21 et 22 : visite de travail de George Bush
- 28 : Tung Chee-Hwa est élu chef de l'exécutif de Hong Kong.

### Mars
- 25 : lancement de la capsule spatiale Shenzhou 3, en préparation de l'envoi d'un homme dans l'espace.

### Mai
- 7 : le crash d'un avion de la compagnie China Northern Airlines fait 112 morts près de Dalian

### Août
- Tempête tropicale Kammuri dans le sud de la Chine.

### Octobre
- 22 au 25 octobre : visite de Jiang Zemin aux États-Unis.

### Novembre
- 4 : signature au Cambodge d'un "accord-cadre de coopération économique globale" entre la Chine et l'ASEAN, le texte doit aboutir à un abaissement progressif des droits de douane à partir de 2005.
- 8 au 14 : 16e Congrès national du Parti communiste chinois. Le principe de Trois représentations est confirmé.
- 15 : élection du Bureau politique du Parti communiste chinois. Hu Jintao succède à Jiang Zemin comme Secrétaire général du Parti.

### Décembre
- 29 : lancement de Shenzhou 4.[Quoi ?]